# Uca pugnax
Uca pugnax är en kräftdjursart som först beskrevs av Sidney Irving Smith 1870.  Uca pugnax ingår i släktet vinkarkrabbor, och familjen Ocypodidae. Inga underarter finns listade i Catalogue of Life.

## Bildgalleri

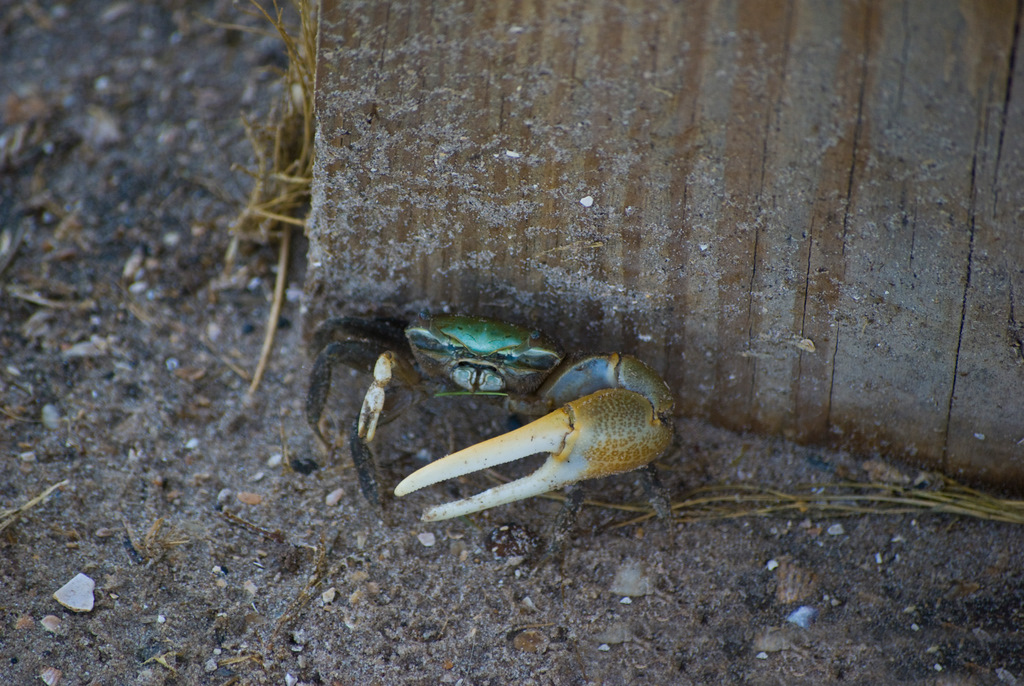